# Colazza
Colazza est une commune italienne de la province de Novare dans la région du Piémont en Italie.

## Géographie
Le territoire de ce petit village piémontais se trouve à un peu plus de 500 mètres d'altitude, dans une région vallonnée sur les pentes du Motto dell'Arbujera, entre le lac Majeur et le lac d'Orta.

## Toponymie
Le nom du pays est une racine de typique romaine : « col », devrait se référer aux nombreuses collines et « colare » aux multiples sources d'eau présentes dans la région.

## Histoire

### Origines
Les plus anciens objets retrouvés à Colazza se rapportent à la période romaine; parmi eux une pièce avec la face de Julia Mammaea (235 après J-C.).
Les premiers événements historiques liés à Colazza se rapportent à l'année 962, lorsque l'armée impériale d'Otton Ier est passée à travers le pays pour aller à Orta San Giulio, afin de libérer la reine Willa, épouse de Berenger.

### Des Visconti aux Borromée et à la Savoie
Au cours des siècles suivants, Colazza, comme toute sa région, a suivi les événements liés à la famille Visconti - (qui a régné jusqu'à 1441) et aux Borromée, qui ont commencé leur domination avec Vitaliano Borromeo.
Au cours des dernières années et au cours des siècles suivants, les colazzesi ont basé leur économie sur les moutons, le commerce des animaux et des ressources naturelles. Dans ce contexte, l'activité principale est l'exploitation des bois - ce jusqu'au milieu du XXe siècle - pour la production de charbon de bois.
En 1814, après les guerres napoléoniennes, Colazzo est devenu une possession de la maison de Savoie.

## Administration
| Période                                  | Période | Identité          | Étiquette | Qualité |
| ---------------------------------------- | ------- | ----------------- | --------- | ------- |
| 26/05/2014                               |         | Ileana Sbalzarini |           |         |
| Les données manquantes sont à compléter. |         |                   |           |         |

### Communes limitrophes
Ameno, Armeno, Invorio, Meina, Pisano